# Mujik

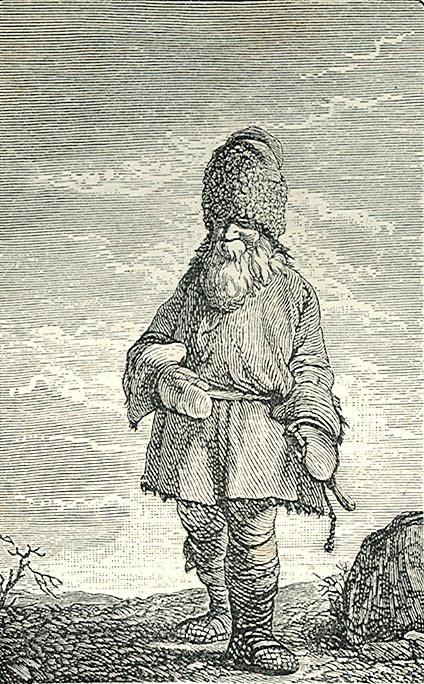
Un mujik del siglo XVIII

El término mujik o muzhik [muˈʒik] (en ruso: мужик, que significa hombre) era empleado para referirse a los campesinos rusos que no poseían propiedades, generalmente antes del año 1917.
Antes de que en 1861 se realizaran las reformas agrarias en Rusia, los muzhiks eran siervos. Después de dichas reformas, a los siervos se les otorgaron parcelas para trabajar la tierra, y se convirtieron en campesinos libres. Estos campesinos fueron conocidos como muzhiks hasta la revolución soviética de 1917.
En general, el muzhik es descrito en la literatura rusa como un ser pobre, y en ocasiones, como alguien perverso y corrupto.